# Miltiades
Svatý Miltiades (také Melchiades, Meltiades, Melciades, Milciades nebo Miltides) byl 32. papežem katolické církve. Jeho pontifikát trval od 2. července 311 do 11. ledna 314.

## Život
Rok narození není znám. Římským biskupem byl zvolen nejspíše 2. června roku 311. Zemřel 10. nebo 11. ledna 314.
Po deportaci papeže Eusebia na Sicílii a jeho rychlé smrti, byl papežský stolec poměrně dlouhou dobu uprázdněn. Přispělo k tomu nejen trvající pronásledování křesťanů, ale i spory uvnitř církve, které se týkaly osob, které se v průběhu perzekuce zřekly víry a obětovaly bohům (apostaté, lapsi) a které neskončily ani po vyhnání obou největších protagonistů Eusebia a Heraclia.
Papež Miltiades pocházel z Afriky. V Liber Pontificalis je uvedeno datum volby 2. června roku 311, ale uvedená délka pontifikátu by odpovídala spíše roku 310. Historici se kloní k názoru, že správně je rok 311 a chyba v délce pontifikátu je omylem písaře.
Zhruba v době jeho zvolení byl vydán triumvirátem císařů Galeria, Licinia a Constantina edikt o toleranci, který umožnil křesťanům vyznávat víru a obnovit kostely a modlitebny. Pouze v některých zemích na východě, které byly pod nadvládou císaře Maximina Dai, pronásledování přetrvávalo. Papeži Miltiadovi byly v Římě předány všechny zkonfiskované budovy a majetek. Miltiades nechal do Říma převézt ostatky svatého Eusebia, svého předchůdce, a pohřbít je v Kalixtových katakombách.
27. října 312 byl v bitvě u Milvianského mostu definitivně poražen uzurpátor Maxentius a do Říma vítězně vstoupil císař Konstantin Velký (Constantinus). Tím bylo dovršeno vítězství křesťanské církve, neboť sám Konstantin konvertoval ke křesťanství a papeži Miltiadovi věnoval Lateránský palác, který se stal sídlem papežů a administrativním centrem církve. Bazilika přiléhající k paláci se stala hlavním římským chrámem. (Bazilika ve 14. století několikrát vyhořela. Až papež Sixtus V. nechal v polovině 16. století na jejím místě vybudovat baziliku sv. Jana z Lateránu. )
Papež Miltiades zdědil spor, se kterým se nedokázali vyrovnat jeho předchůdci. V době Diocletianova pronásledování křesťanů došlo k velkému množství případů zapření Krista křesťany. Ti neodolali krutým hrozbám, nátlaku, mučení a trestům, které na ně vyvíjela římská moc a její represivní složky. Rozmnožili tak řady tzv. „padlých křesťanů“ (lapsi), tj. těch křesťanů, kteří se během pronásledování přísežně odřekli víry a předali pohanům svaté knihy (tzv. „traditores“). Odpadlictví bylo v oné době chápáno jako jeden ze tří neodpustitelných hříchů. Po skončení pronásledování se však padlí křesťané houfně hlásili zpět do církve. To vyvolalo v církvi spory mezi umírněnými, kteří souhlasili s možností jejich návratu, a radikály (tzv. donatisty), kteří s tímto nesouhlasili. Donatisté byli přesvědčeni, že jen oni jsou pravá církev, která nikdy nezradila a nekolaborovala se státní mocí. Odmítali se s katolíky stýkat, rodiny se začaly rozdělovat a narůstala zloba. Donatisté si začali sami světit kněze a biskupy a stavět své vlastní kostely. Tak byla v každém větším městě vedle křesťanské komunity také komunita donatistická, mnohdy větší než tradiční křesťanská.
V roce 313 předložili donatisté až k císaři spor o právoplatnost svěcení kartaginského biskupa. V té době byli totiž v Kartágu biskupové dva: Cecilian a Majorinus (donatista). Miltiades svolal na 3. října 313 do Lateránského paláce synod osmnácti římských a galských biskupů, kteří po třech dnech rozhodli ve prospěch Ceciliana a donatismus prohlásili za heresi. Nicméně spor tím ukončen nebyl. Donatistické hnutí mělo stále větší oblibu, zvlášť mezi prostým venkovským lidem. Pro ně byli donatisté pravověrní hrdinové. Rostoucí soupeření obou církví vedlo zákonitě ke stupňování nevraživosti, přecházelo ve vzájemnou nenávist a vedlo téměř k úplnému rozštěpení církve. Spor otřásal církví ještě mnoho desetiletí.
Papeži Miltiadovi se připisuje opatření, že není nutné držet půst v neděli a že ve všech římských kostelích má být uchovávána hostie posvěcená papežem při slavnostní mši.
Zemřel 10. nebo 11. ledna 314 a stal se posledním papežem pohřbeným v Kalixtových katakombách. Záhy byl prohlášen za svatého. Přestože zemřel přirozenou smrtí, je považován za mučedníka, protože pro svou víru za pronásledování křesťanů trpěl. Jeho památka byla dříve uctívána 10. ledna, podle poslední martyrologie je jeho svátek 10. prosince.